# Karl Bode (Politiker)
Karl Bode (* 4. April 1910 in Emden, Provinz Hannover; † 13. November 1976 in Hemer, Nordrhein-Westfalen) war ein deutscher Politiker (FDP) und von 1956 und 1961 Bürgermeister der Stadt Hemer.

## Leben
Im Zweiten Weltkrieg kommandierte Karl Bode eine Kradschützen-Ersatzeinheit in Hemer. Bis zum Kriegsende war er in den Rang eines Majors aufgestiegen.
Bode war verheiratet und hatte zwei Kinder.

## Politik
Karl Bode wurde 1956 zum ehrenamtlichen Bürgermeister in Hemer gewählt. Er löste damit den Zentrums-Politiker Josef Hesse ab und war selbst das erste FDP-Mitglied in diesem Amt.
Überregionales Aufsehen erregte er mit einer Affäre um zu Unrecht erhaltene Landesdarlehen in Höhe von über 38.000 DM. Obwohl er bereits 1945 aus der britischen Kriegsgefangenschaft zurückgekehrt war, beantragte er Unterstützung für Spätheimkehrer, um sein geplantes Eigenheim zu finanzieren. Außerdem beantragte er ein Familiendarlehen, wenngleich seine Bezüge das dafür zugelassene Einkommen überstiegen. Diese Beschuldigungen gingen in erster Linie vom amtierenden Hemeraner Stadtdirektor Heinz Hoose aus, der wegen des Konflikts mit dem Bürgermeister ab 1960 erst freiwillig beurlaubt und im gleichen Jahr dann des Amtes enthoben wurde. Der Oberkreisdirektor suspendierte Hoose, weil dieser unrechtmäßig interne Vorgänge öffentlich gemacht habe.
Karl Bode wurde 1961 von seinem bisherigen Stellvertreter Fredi Camminadi (SPD) als erster Bürgermeister Hemers abgelöst, wohingegen Hoose noch bis 1964 zumindest offiziell im Amt blieb. In der Realität besetzte Ernst Liene dessen Position jedoch schon seit 1960. Bode wurde 1969 mit knapper Ratsmehrheit nochmals zum stellvertretenden Bürgermeister der Stadt Hemer gewählt.